# Xavier Dolan
Xavier Dolan (Montreal, 20 maart 1989), is een Canadese acteur en regisseur, zoon van Geneviève Dolan en Manuel Tadros.
Dolan speelde reeds als kindacteur in films als J'en suis!, Le Marchand de sable en La Forteresse suspendue en de televisieserie Omertà, la loi du silence. Dolan gooide internationaal hoge ogen met zijn debuut als regisseur J'ai tué ma mère over de relatie tussen een homoseksuele tienerjongen en zijn moeder; hiermee won hij drie prijzen op het Filmfestival van Cannes van 2009. Dolan, zelf ook homoseksueel, beschreef J'ai tué ma mère als semiautobiografisch. De film werd aan meer dan twintig landen verkocht. Na J'ai tué ma mère regisseerde hij een tweede film, Les amours imaginaires, die hij privaat financierde. De film werd met een staande ovatie onthaald op het Filmfestival van Cannes van 2010 en won de hoofdprijs van de officiële competitie op het Sydney Film Festival. Dolans derde film, getiteld Laurence Anyways, verscheen in 2012 in Nederlandse bioscopen en Tom à la ferme volgde in 2014. Zijn vijfde film Mommy werd op het Filmfestival van Cannes van 2014 genomineerd voor de Gouden Palm en won de juryprijs.
Het feit dat Dolan op zijn vijfentwintigste al vijf speelfilms gemaakt had, waarin hij naast de regie ook geregeld de hoofdrol (en andere functies zoals scenarioschrijver en producent) op zich neemt, heeft sommige filmcritici er toe verleid hem een talent of een wonderkind te noemen.

## Filmografie

### Als regisseur
- J'ai tué ma mère (2009)
- Les amours imaginaires (2010)
- Laurence Anyways (2012)
- Tom à la ferme (2013)
- Mommy (2014)
- Juste la fin du monde (2016)
- The Death and Life of John F. Donovan (2018)
- Matthias et Maxime (2019)
- La Nuit où Laurier Gaudreault s'est réveillé (miniserie, 2022)

### Als acteur
- Miséricorde (1994)
- J'en suis! (1997)
- La forteresse suspendue (2001)
- Miroirs d'Été (2006)
- Martyrs (2008)
- Suzie (2009)
- J'ai tué ma mère (2009)
- Les amours imaginaires (2010)
- Good Neighbours (2010)
- Tom à la ferme (2013)
- Miraculum (2014)
- Elephant Song (2014)
- Boy Erased (2018)
- Bad Times at the El Royale (2018)
- Matthias et Maxime (2019)
- It Chapter Two (2019)
- Illusions perdues (2021)
- La Nuit où Laurier Gaudreault s'est réveillé (miniserie, 2022)